# Чернишова Тетяна Георгіївна
Чернишова Тетяна Георгіївна (3 грудня 1915, Київ — 27 листопада 1997, Київ) — радянський український кінооператор. Нагороджена медалями. Член Спілки кінематографістів УРСР.

## Біографія
Народилася 3 грудня 1915 року в Києві в родині службовця. 
Закінчила Київський інститут кінематографії (1937). 
З 1958 р. — оператор комбінованих зйомок Кіностудії ім. О. П. Довженка.
Померла 27 листопада 1997 р. в Києві. 

## Фільмографія
Брала участь у створенні стрічок:
- 1953: «Доля Марини»
- 1954: «Тривожна молодість»
- 1955: «Полум'я гніву»
- 1955: «Одного чудового дня»
- 1956: «300 років тому…»
- 1956: «Долина синіх скель»
- 1958: «Якби каміння говорило...»
- 1958: «Киянка»
- 1958: «Чарівна ніч»
- 1960: «Кров людська — не водиця»
- 1960: «Спадкоємці»
- 1961: «Роки дівочі»
- 1961: «Українська рапсодія»
- 1962: «Закон Антарктиди»
- 1963: «Три доби після безсмертя»
- 1964: «Космічний сплав»
- 1965: «Немає невідомих солдатів»
- 1966: «А тепер суди...»
- 1966: «Два роки над прірвою»
- 1967: «Театр і поклонники»
- 1968: «Гольфстрим»
- 1968: «Помилка Оноре де Бальзака»
- 1969: «Поштовий роман»
- 1970: «Родина Коцюбинських»
- 1971: «Зозуля з дипломом»
- 1971: «Ніна»
- 1973: «Будні карного розшуку»
- 1973: «Дума про Ковпака»
- 1977: «Право на любов»
- 1978: «Блакитні блискавки»
- 1979: «Під сузір'ям Близнюків»
- 1979: «Поїзд надзвичайного призначення»
- 1980: «Дивна відпустка»
- 1980: «Чекаю і сподіваюсь»
- 1981: «Високий перевал»
- 1982: «Якщо ворог не здається…»